# رولز رويس ترنت 1000
رولز رويس ترنت 1000 (بالإنجليزية: Rolls-Royce Trent 1000)‏ هو محرك توربيني مروحي، واحدا من عائلة محركات ترنت . طّور من المحركات السابقة من سلسلة محركات ترينت. وترنت 1000 هو المحرك الذي زودت به طائرة بوينغ 787 دريملاينر في رحلتها الأولى، وعلى أول رحلة تجارية.

## التصميم والتطوير
في 6 أبريل 2004، أعلنت بوينغ أنها قد اختارت شريكين من شركات أنتاج المحركات وهما، رولز رويس بي إل سي وجنرال الكتريك للطيران، وذلك لتزويد طائرتها الجديدة والتي كانت تحت التطوير حينذاك من طراز بوينغ 787 دريملاينر. في البداية، كانت فكرة بوينغ بأن تحصر مورد محرك طائرة بوينغ 787 في منتج محركات وحيد، وكانت شركة جنرال الكتريك للطيران هي المرشح الأوفر حظا لذلك. الآ أن العملاء المحتملين لشراء الطائرة طالبوا بأن تكون هناك خيارات أكثر من المحركات، ورضخت بوينغ لذلك. وللمرة الأولى في تاريخ الطيران التجاري، أحتوى كلا النوعين من المحركات على واجهة قياسية للتركيب والتعليق على الطائرة، مما يتيح لآي طائرة بوينغ 787 أن تكون مزودة إما بمحرك جي إي أو محرك من رولز رويس في أي وقت طالما تم تعديل محمل المحرك.
كما هو الحال مع الطرازات السابقة من عائلة محرك ترنت، أقامت شركة رولز رويس شراكة لتقاسم المخاطر والعائدات لبرنامج محرك ترنت 1000. هذه المرة كان هناك ستة شركاء: كاواساكي للصناعات الثقيلة لإنتاج (وحدة الضاغط الأوسط)، ميتسوبيشي للصناعات الثقيلة لإنتاج (الاحتراق وريش توربينات الضاغط المنخفض)، وشركة صناع المحركات التوربينية الإسبانية لإنتاج (توربينات الضغط المنخفض)، وشركة كارلتون فورج للأشغال (Carlton Forge Works) لإنتاج (حاوية المروحة)، وشركة هاملتون سوندستراند (Hamilton Sundstrand) لإنتاج (صندوق التروس ) وشركة غوودريتش (Goodrich Corporation) لإنتاج (نظام التحكم في المحرك). وحميع هولاء الشركاء يملكون حصة 35 بالمئة في البرنامج.
في يونيو 2004، كان أول اختيار للمحرك من قبل طيران نيوزيلندا والتي اختارت محرك ترنت 1000 ليكون المحرك الذي سوف يثبت على طائرتيها من طراز بوينغ 787 دريملاينر ذات الأمر المؤكد للشراء من بوينغ. وفي 13 أكتوبر 2004 تقدمت خطوط أول نيبون الجوية (بالإنجليزية: All Nippon Airways)‏ اليابانية بأكبر طلبية لشراء الطائرة 787، وقد تم اختيار شركة رولز رويس لتزويد الطائرات بالمحركات. وتقدر قيمة الصفقة بمبلغ 1 بليون دولار، (560 مليون جنية استرليني) لتزويد 30 طائرة بوينغ 787-3 و 20 طائرة بوينغ 787-8.
سوف يكون ترنت 1000 هو المحرك الأول الذي ستزود بها الطائرتان الاولتان في دخول الخدمة، وذلك مع شركة خطوط أول نيبون الجوية (ANA) في طائرتها 40، ومع طيران نيوزيلندا في طائرتها من طراز بوينغ 787-9.
في 7 يوليو 2007، حصلت رولز رويس على أكبر طلبية لها على الإطلاق من شركة تأجير الطائرات مؤسسة التمويل التأجيري الدولية (ILFC) وذلك عندما وضعت الشركة أمر لشراء ما قيمتة 1.3 مليار دولار حسب الأسعار القائمة والمعلنة لمحرك ترنت 1000، بغية تزويد 40 طائرة من طراز بوينغ 787 بالمحركات. وبلغت قيمة المحرك الواحد في هذه الصفقة 16,25 مليون دولار وهو مايعادل ~ 22٪ من سعر الطائرة،  وفي 27 سبتمبر 2007 أعلنت الخطوط الجوية البريطانية اختيار محرك ترنت 1000 لتزويد 24 طائرة بوينغ 787. وبلغت حصة المحرك ترينت 1000 مانسبتة 40٪ من سوق طائرة 787 وذلك حسب الاحصائيات التي وردت في نهاية أغسطس 2008.
أستمدت التكنولوجيا المكثفة والمستخدمة في أسرة المحرك ترنت 1000 من طراز المحرك ترينت الإصدار 8104. وذلك من أجل تلبية احتياجات بوينغ لمحرك مزود بكهربائيات أكثر "more-electric"، وترينت 1000 مصمم ليكون ذو هواء دافع أقل “bleedless”، مع قدرة دفع إقلاعية مأخوذة من مسلك ضاغط الضغط المتوسط (IP) بدلا من مسلك الضغط العالي (HP) بكرة توجد في غيرها أفراد من عائلة ترنت. 2.8 متر (110 في) قطر المروحة اجتاحت ظهر، مع محور قطرها أصغر للمساعدة في تعظيم تدفق الهواء، تم تحديده. و نسبة الالتفافية وقد زادت أكثر من المتغيرات السابقة من قبل إجراء التعديلات الملائمة لتدفق الأساسية. نسبة ضغط عالية جنبا إلى جنب مع مضاد الدورية للIP وHP مكبات يحسن الكفاءة، , واستخدام أجزاء أكثر تجانسا مما يقلل من عدد القطع الاجزاء وبالتالي تقليل تكاليف الصيانة.
التشغيل الأول لمحرك ترنت 1000 كان في 14 فبراير 2006،  بينما أجريت أول رحلة جوية لإجراء اختبارات الطيران الخاصة برولز رويس، حين ثبت المحرك على طائرة من نوع بوينغ 747-200 معدلة وقد أجتار المحرك الاختبارات بنجاح في 18 يونيو 2007 في مطار واكو. تلقى المحرك شهادة طلاحية مشتركة من ادارة الطيران الاتحادية (FAA)، الأمريكية ووكالة سلامة الطيران الأوروبية (EASA)|وكالة الأوروبية لسلامة الطيران (EASA) في 7 أغسطس 2007  (7-8-7 في المملكة المتحدة). فشل التصميم الأولي لتلبية المطلوبة استهلاك الوقود بوينغ (SFC). ومع ذلك، دخولها الخدمة تأجل مرارا، بعد سلسلة من الانتكاسات لبرنامج هيكل الطائرة بوينغ 787، والسماح لإدراجها اثنين من الحزم إعادة تصميم في برنامج الاختبار التي يقال لتحسين SFC بنسبة 3-4٪ لإحضاره إلى داخل 1٪ من المواصفات. وفي 2 أغسطس 2010، عانت 1000 ترينت على فشل التوربينات وسيطة غير خاضع للسيطرة على منصات الاختبار،  وذكرت بأنها بسبب حريق في نظام زيت المحرك. في 26 أكتوبر 2011، حلقت طائرة بوينغ 787 تابعة لخطوط أول نيبون الجوية اليابانية في أول رحلة تجارية من مطار ناريتا إلى هونغ كونغ على جميع الخطوط الجوية نيبون.،  والمدعوم من محركات ترنت 1000.

## التطبيقات

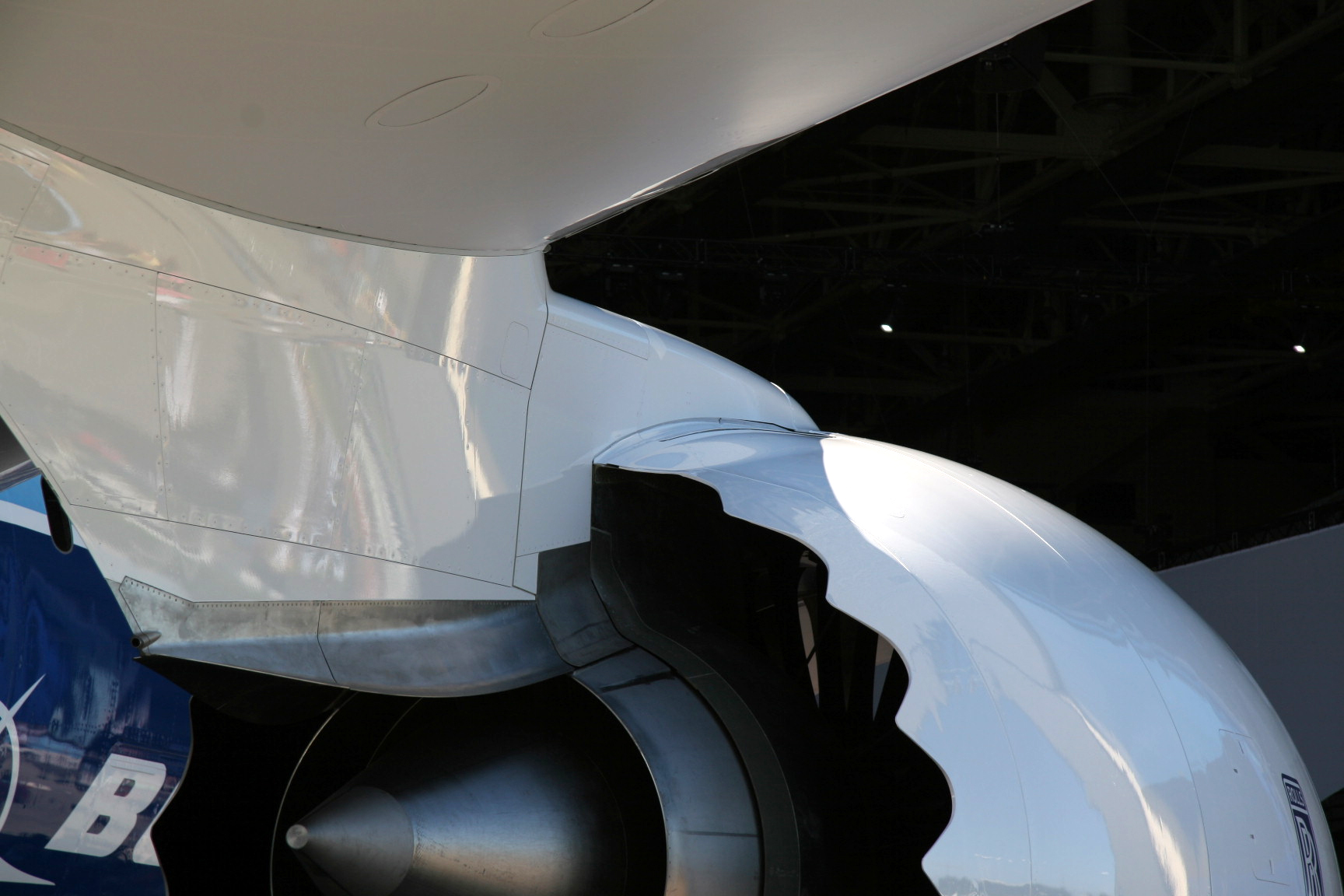
صورة خلفية لمحرك رولز رويس ترنت 1000 ،و تظهر تقنية شيفرون للحد من الضوضاء،وتسمى أيضا بأسنان المنشار "sawteeth'.

- بوينغ 787 دريملاينر

## الطرزات
| أسم الطراز                    | حصل على شهادة الصلاحية | تصنيف الإقلاع                   | ملاحظات |
| ----------------------------- | ---------------------- | ------------------------------- | ------- |
| ترنت 1000-إيه (Trent 1000-A)  | أغسطس 2007             | 69194 باوند (307.79 كيلو نيوتن) |         |
| ترينت 1000-سي (Trent 1000-C)  | أغسطس 2007             | 74511 باوند (331.44 كيلو نيوتن) |         |
| ترينت 1000-دي (Trent 1000-D)  | أغسطس 2007             | 74511 باوند (331.44 كيلو نيوتن) |         |
| ترينت 1000-اي (Trent 1000-E)  | أغسطس 2007             | 62264 باوند (276.96 كيلو نيوتن) |         |
| ترينت 1000-جي (Trent 1000-G)  | أغسطس 2007             | 72066 باوند (320.57 كيلو نيوتن) |         |
| ترينت 1000-اتش (Trent 1000-H) | أغسطس 2007             | 63897 باوند (284.23 كيلو نيوتن) |         |
| ترينت 1000-زد (Trent 1000-Z)  | أغسطس 2007             | 77826 باوند (346.19 كيلو نيوتن) |         |

## مواصفات (ترينت 1000)

### الخصائص العامة
- نوع: محرك مروحي ذو ثلاثة أعمدة، مع نسبة التفافية عالية (11-10.8:1)
- الطول: 4.738 متر (186.5 بوصة) [13]
- القطر: 2.85 متر (112 بوصة) (مروحة)
- الوزن الجاف: 5,765 كجم (12710 رطل) [13]

### مكونات
- ضاغط: مروحة من مرحلة واحدة، ضاغط ضغط متوسط من ثمانية مراحل، ضاغط الضغط العالي من ستة مراحل
- الاحتراق : احتراق تراصفي
- التوربين : شاحن توربيني للضغط العالي (HP) من مرحلة واحدة، شاحن توربيني للضغط المتوسط (IP) من مرحلة واحدة، شاحن توربيني للضغط المنخفض (LP) من ستة مراحل

### أداء
- أقصى قوة الدفع : 53,000-75,000 رطل (240-330 كيلو نيوتن) (-تقييما شقة لISA +15 C) (محور الإقلاع)
- نسبة الضغط الكلي : 52:1 (من بين أعلى تسلق)
- التوجه إلى نسبة الوزن : 6.189:1 (ترينت 1000-J/-K في أقصى فحوى)

## قوائم ذات صلة
- قائمة محركات الطائرات

## وصلات خارجية
- Rolls-Royce plc - Trent 1000 رولز رويس بي إل سي- ترنت 1000